# Робер Казадезюс
Робе́р Марсе́ль Казадезю́с (фр. Robert Marcel Casadesus; 7 квітня 1899, Париж — 18 вересня 1972, там само) — французький піаніст, композитор, музичний педагог. Один з найбільш значних французьких піаністів XX сторіччя. Представник великої музичної сім'ї Казадезюс.

## Нарис біографії і творчості
Закінчив Паризьку консерваторію як піаніст (клас Луї Д'ємера) і композитор (клас К. Леру і Ф. Казадезюса), займався також у класі камерного ансамблю у Люсьєна Капе. З 1920 гастролював по всьому світу, в тому числі неодноразово в СРСР (1929, 1930, 1932, 1936) і США (вперше в 1935; перший концерт в Карнеґі-холі в 1941). З 1935 професор (по класу фортеп'яно), з 1946 директор Американської консерваторії у Фонтенбло. У роки війни (1940—1945) жив в США в Принстоні (по сусідству з Альбертом Ейнштейном), потім повернувся на батьківщину.

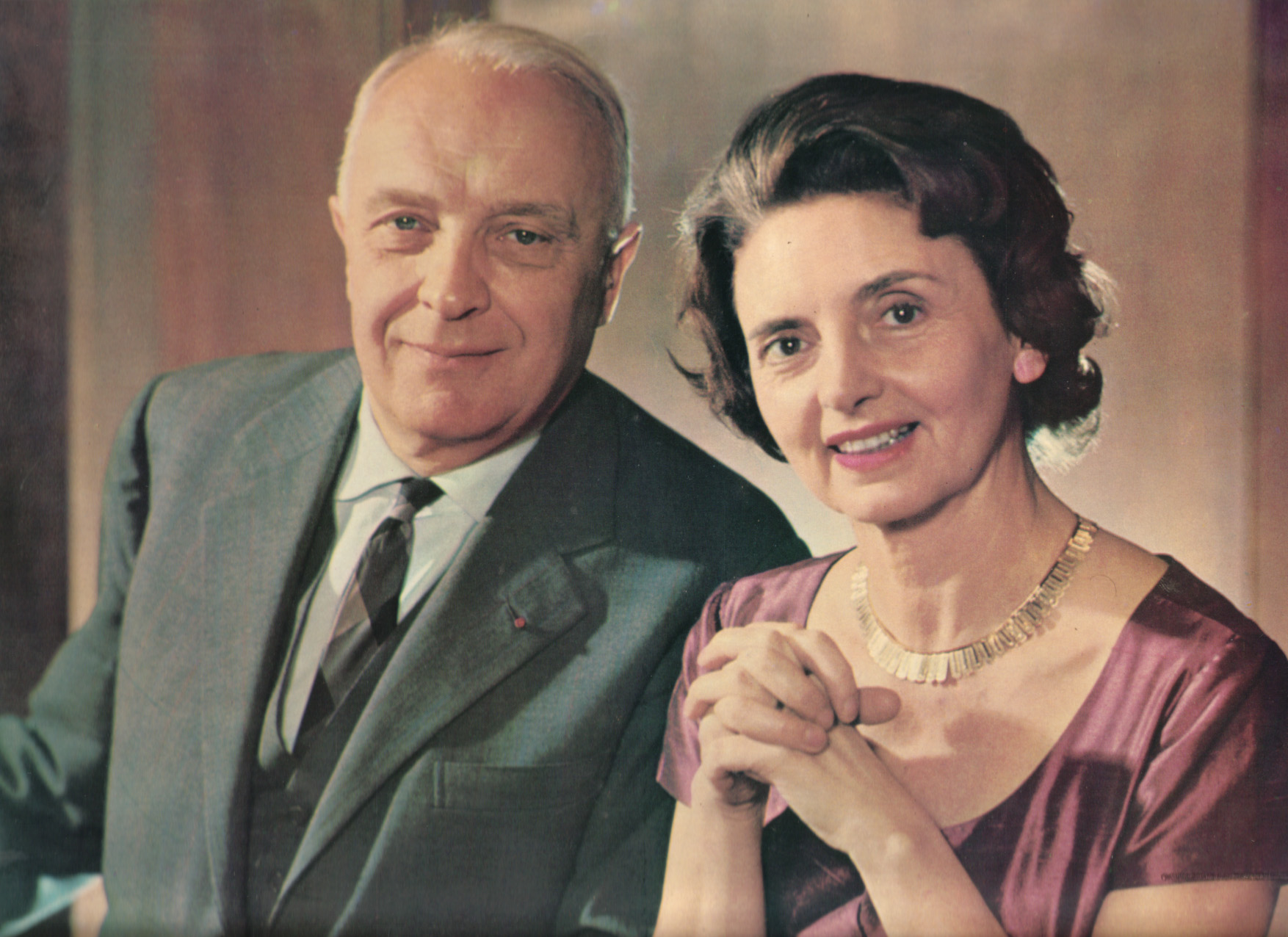
Робер Казадезюс з дружиною Габі

Як піаніст виступав (аж до 1972, року смерті) сольно і в ансамблі з багатьма видатними музикантами, в тому числі (з 1939 року постійно) — зі скрипалем Зіно Франческатті, Клівлендським оркестром, Нью-Йоркським філармонічним оркестром, Віденським філармонічним оркестром, Філадельфійським оркестром, зі своєю дружиною, піаністкою Габі Казадезюс й ін.
В репертуарі Робера Казадезюса значне місце відводилося французькій музиці. Серед найвідоміших аудіозаписів — повне зібрання творів М. Равеля (зап. 1941), «Образи», «Прелюдії» (обидва томи), «Дитячий куточок», «Естампи» та інші твори К. Дебюссі (зап. 1950, 1953 1954), також записав (з Клівлендським оркестром) ряд клавірних концертів В. А. Моцарта (велика частина їх записана в 1959—1961 рр.). Повна дискографія Казадезюса (його власні твори і виконання музики інших композиторів) складає 372 записи.
При тому що композиторська спадщина Казадезюса досить широка, нині його музика майже не виконується. Серед творів великих жанрів — сім симфоній і дев'ять концертів для різних інструментів (переважно для фортеп'яно).
Кавалер (1939), офіцер (1950), командор (1964) ордена Почесного легіону, інших почесних нагород і звань у Франції, Бельгії та Нідерландах.